# Riweuk
Riweuk is een bestuurslaag in het regentschap Pidie van de provincie Atjeh, Indonesië. Riweuk telt 739 inwoners (volkstelling 2010).